# Almadén
Almadén ist eine Gemeinde in der spanischen Provinz Ciudad Real der Autonomen Region Castilla-La Mancha.
Der Name leitet sich vom arabischen Begriff المعادن / al-maʿādin / ‚die Mineralien‘ ab.
In der Nähe von Almadén befinden sich die größten Zinnobervorkommen der Erde. Diese werden bereits seit der Antike zur Quecksilbergewinnung abgebaut. Etwa ein Drittel des weltweit jemals geförderten Quecksilbers stammt von hier. In früheren Jahrhunderten wurden zu diesem Zweck oft Häftlinge eingesetzt, die häufig Quecksilbervergiftungen erlitten. Laut einer zeitgenössischen Untersuchung aus dem 16. Jahrhundert starben 24 % der Häftlinge vor Vollendung ihrer Strafzeit. Die Förderung wurde aus wirtschaftlichen Gründen und wegen des Umweltschutzes 2003 eingestellt.
An Stelle des Bergwerks Almadén wird gegenwärtig (Stand März 2013) mit Ko-Finanzierung aus dem LIFE (EU)-Programm ein Europäisches Quecksilber-Endlager errichtet. Die Abbaustätte wurde 2012 gemeinsam mit dem slowenischen Bergwerk Idrija in die Liste des UNESCO-Weltkulturerbes aufgenommen. Auf dem Gelände der Mine wurde ein Museum errichtet, von dem aus auch Führungen ins Innere der Anlagen aus dem 16. bis 18. Jahrhundert angeboten werden.